# No filosofía
La No filosofía (en francés: non-philosophie) es un concepto desarrollado por el filósofo continental francés François Laruelle, académico del Colegio Internacional de Filosofía y la Universidad de París X).

## Concepto
Laruelle argumenta que todas las formas de filosofía (desde la filosofía antigua a la filosofía analítica y la deconstrucción y sus derivados) están estructuradas alrededor de una decisión previa, y permanecen constitutivamente atadas a esta decisión. La "decisión" que Laruelle desarrolla aquí es la división dialéctica del mundo para entenderlo filosóficamente. Da como ejemplos históricos la distinción hecha por Immanuel Kant entre la síntesis de impresiones de colector y las facultades del comprender; la distinción hecha por Martin Heidegger entre el "óntico" (existencia real) y el "ontológico" (existencia intelectual); y la contradicción estudiada por Jacques Derrida entre différance y presencia. La razón por la que Laruelle encuentra esta decisión interesante y problemática es porque esa decisión dialectizante en sí misma no puede ser tomada (filosóficamente) sin introducir otra división posterior.
Laruelle argumenta más adelante que la estructura decisional de la filosofía solo puede ser cogida apartándose de la filosofía. En este sentido, la "no-filosofía" es una ciencia de filosofía que no es una metafilosofía porque, como su discípulo Ray Brassier advierte, "la filosofía es ya metafilosófica a través de su reflexión constitutiva". Brassier también define la no-filosofía como la "práctica teórica de la filosofía que procede a través de axiomas trascendentales y produciendo teoremas filosóficamente no interpretables". La razón por la que los axiomas y teoremas de la no-filosofía no son interpretables es porque al explicarse, la filosofía no puede tomar su estructura decisional en la manera que la no-filosofía lo hace.
La no-filosofía, reclama Laruelle, tendría que ser considerada respecto de la filosofía como la geometría no euclidiana lo hace al trabajo de Euclides. Está en particular oposición a herederos filosóficos de Jacques Lacan como Alain Badiou.
Ekin Erkan, discípulo de Laruelle, dilucidando en el sistema que éste propone, señala que "la 'no-filosofía' [...] se retira del precepto metafísico de separar el mundo en concepciones binarias, quizás definido conceptualmente por la división formativa entre 'universales' y 'particulares' que realiza Kant en su 'Deducción Trascendental'." Y agrega: "Laruelle también rehúsa la naturaleza 'eventual' del Ser descrita por Heiddegger [...] El 'Uno' de Laruelle está entendido como identidad genérica - una identidad/comunalidad que invierte la metafísica clásica encontrada en los bastiones de la filosofía (un linaje que corre desde Platón a Badiou), donde lo trascendental es concebido como condición necesaria para asentar la realidad."

## Rol del sujeto
La estructura decisional de la filosofía es tomada por el tema de no-filosofía. El concepto de Laruelle de "el sujeto" aquí no es igual al "sujeto-materia", ni tiene que ver con la idea filosófica tradicional de subjetividad. Es, en cambio, una función que sigue las mismas líneas de una función matemática.
El concepto de performatividad (tomado de la teoría de los actos de habla) es central a la idea del tema de la no-filosofía. Laruelle cree que ambas, filosofía y no-filosofía, son performativas. Aun así, la filosofía meramente performativa legitima la decisión decisional de ella, lo cual, como se ha señalado, es incapaz de coger plenamente, en contraste a la no-filosofía qué destruye la distinción (presente en filosofía) entre teoría y acción. En este sentido, la no-filosofía es radicalmente performativa porque los teoremas desplegados de acuerdo con su método constituyen plenamente acciones científicas. La no-filosofía, entonces, está concebida como disciplina rigurosa y erudita. [cita requerida]
La función del sujeto es una faceta crítica de la "no ética" y el sistema político de Laruelle. Problematizando qué denomina 'El Estadista Ideal' o la 'Ilusión Unitaria' - sea negativo (Hegel) o positivo (Nietzsche) - Laruelle interroga la escisión de la minoría, el cual sería un “síntoma” de la práctica dialéctica occidental. En oposición a los primeros principios kantianos en los que las filosofías Continental y Analítica descansan, Laruelle intenta dibujar una 'real Crítica de la Razón' que está determinada en sí misma y a través de ella; del mismo modo, cuando esto implica la 'no-ética' en Laruelle, implica romper con la práctica largamente establecida de estudiar el Estado del paralogismo de la visión del Estado, en sí mismo.

## Inmanencia radical
El carácter radicalmente performativo del tema de no-la filosofía no tendría sentido sin el concepto de inmanencia radical. La doctrina filosófica de inmanencia es generalmente definida como cualquier creencia filosófica o argumento que se resiste a la separación transcendente  entre el mundo y algún otro principio o fuerza (como una deidad creadora). Según Laruelle, el carácter decisional de la filosofía hace a la inmanencia imposible para él, cuando algunos divisiones inasibles siempre está teniendo lugar dentro. Por contraste, la no-filosofía axiomaticamente despliega inmanencia al ser conceptualizable sin límite de tiempo por el sujeto de la no-filosofía. Esto es lo que  Laruelle llama "inmanencia radical". El trabajo real del tema de la no-filosofía es aplicar sus métodos a la resistencia decisional a inmanencia radical que se halla en filosofía.

## Sans-philosophie
En Una presentación nueva de la No filosofía (2004), François Laruelle establece:

"Veo a los no-filósofos en varias maneras diferentes. Les veo, inevitablemente, como sujetos de la universidad, requeridos por el día a día, pero sobre todo relacionados con tres tipos humanos fundamentales. Están relacionados con el analista y el militante político, evidentemente, desde que la no-filosofía es cercana al psicoanálisis y Marxismo; transforma el sujeto por transformar casos de filosofía. Pero son también relacionados con qué llamaría el "tipo espiritual": es imperativo no confundirlo con el "espiritualista". El espiritual no es espiritualista. Son los destructores grandes  de las fuerzas de la filosofía y el estado, el cual la banda junta en el nombre de orden y conformidad. El espiritual persigue los márgenes de filosofía, el gnosticismo, el misticismo, e incluso de la política y religión. El espiritual no es sólo abstracto, quietista místico; estos son para el mundo. Esto es por qué una disciplina tranquila no es suficiente, porque el hombre es implicado en el mundo como el presupuesto que lo determina. Así, la no-filosofía es también relacionada al gnosticismo y ciencia ficción;  contesta su pregunta fundamental, la cual en absoluto es la preocupación primaria filosofía : '¿Tiene que ser salvada la humanidad? ¿Y cómo?' Y es también cerrarse a revolucionarios espirituales como Müntzer y ciertos místicos al borde de la herejía. Cuándo todo está dicho y hecho, ¿es la no-filosofía cualquier otra cosa que la posibilidad para una utopía eficaz?"

Nombrados entre los miembros tempranos o simpatizantes de la sans-philosophie ("sin filosofía") se incluyeron en una colección publicada en 2005 por L'Harmattan: François Laruelle, Jason Barker, Ray Brassier, Laurent Carraz, Hugues Choplin, Jacques Colette, Nathalie Depraz, Oliver Feltham, Gilles Grelet, Jean-Pierre Faye, Gilbert Hottois, Jean-Luc Rannou, Pierre Un. Riffard, Sandrine Roux y Jordanco Sekulovski. Desde entonces, un slew de traducciones y  nuevas introducciones han aparecido de parte de John Ó Maoilearca (Mullarkey), Anthony Paul Smith, Rocco Gangle, Katerina Kolozova y Alexander Galloway.

## Precursores
Adam Karl August von Eschenmayer también desarrolló una aproximación a filosofía llamada no-filosofía. 
La definía como un tipo de iluminación mística por la que se obtenía una creencia en Dios que no podría ser lograda por mero esfuerzo intelectual. Llevó esta tendencia al misticismo en sus búsquedas físicas, y estuvo dirigido por él para tomar un interés profundo en los fenómenos de magnetismo animal. Finalmente devino en un devoto creyente en posesiones espirituales y demoníacas; y sus escritos más tardíos estuvieron fuertemente impregnados de supernaturalismo.
Laruelle ve la doctrina de Eschenmayer  como "un quiebre con la filosofía y su aspecto sistemático en el nombre de la pasión, fe y sentimiento".